# Władysław Jaworski (żołnierz)
Władysław Jaworski (ur. 26 września 1897 w Dobranowcach - powiat Czerniowce, zm. 20 czerwca 1963 w Warszawie) – podoficer Wojska Polskiego w II Rzeczypospolitej, kawaler Krzyża Srebrnego Orderu Virtuti Militari.

## Życiorys
Urodził się w rodzinie Michała (leśnika) i Katarzyny z domu Drozdowskiej.
Po ukończeniu szkoły powszechnej kształcił się w zawodzie stolarza. W roku 1919 wstąpił do odrodzonego Wojska Polskiego i otrzymał przydział do oddziałów generała Józefa Hallera, w których służył w kompanii karabinów maszynowych. Uczestnik wojny polsko-bolszewickiej podczas której został ranny. Za wykazane w trakcie działań wojennych męstwo odznaczony został Krzyżem Srebrnym Orderu Virtuti Militari i awansowany do rangi kaprala. Jako inwalida wojenny do roku 1939 otrzymywał rentę i mieszkał we wsi Podczercze-Uścieczko (województwo tarnopolskie), gdzie pracował na roli.
W połowie czerwca 1940 roku został aresztowany przez NKWD i przetrzymywany był w więzieniach w Czortkowie, Charkowie i Władywostoku. Skazany został na ośmioletni pobyt w obozie pracy. Po „amnestii” będącej wynikiem zawarcia układu Sikorski-Majski wstąpił do Armii gen. Władysława Andersa. Leczył się w Wielkiej Brytanii, skąd w roku 1948 powrócił do Polski i zamieszkał w Warszawie. Tam też zmarł i pochowany został na cmentarzu w Rembertowie.
Żoną Władysława Jaworskiego była Helena z domu Kustryn, mieli córki Władysławę (ur. 1924) i Janinę (ur. 1925) oraz syna Edwarda (ur. 1926).

## Ordery i odznaczenia
- Krzyż Srebrny Orderu Virtuti Militari
- Krzyż Walecznych